# Confédération de Gaya
42–567
Entités précédentes :
- Confédération de Byeonhan (42)

Entités suivantes :
- Silla (567)

Dans l'histoire de la Corée, Gaya est une confédération de chefferies de la vallée du Nakdong. Elle s'est créée au IVe siècle à partir de la confédération de Byeonhan de l'époque Samhan, puis a été absorbée par Silla, l'un des Trois Royaumes de Corée au VIe siècle.
L'organisation politique de la confédération s'appuie sur des cités-états, comme la confédération de Byeonhan parmi d'autres. Les traces matérielles qu'a laissées la confédération sont essentiellement les sépultures de l'élite et les trésors qu'elles contenaient encore dans l'après-guerre de Corée.

## Noms
La confédération est communément appelée Gaya (가야; 加耶, 伽耶, 伽倻), cependant des sources historiques utilisent aussi Kaya, Garak (가락; 驾洛, 迦落), Gara (가라; 加罗, 伽罗, 迦罗, 柯罗), Garyang (가량; 加良) ou Guya (구야; 狗耶). Le Nihon Shoki lui donne le nom de Mimana.

## Histoire

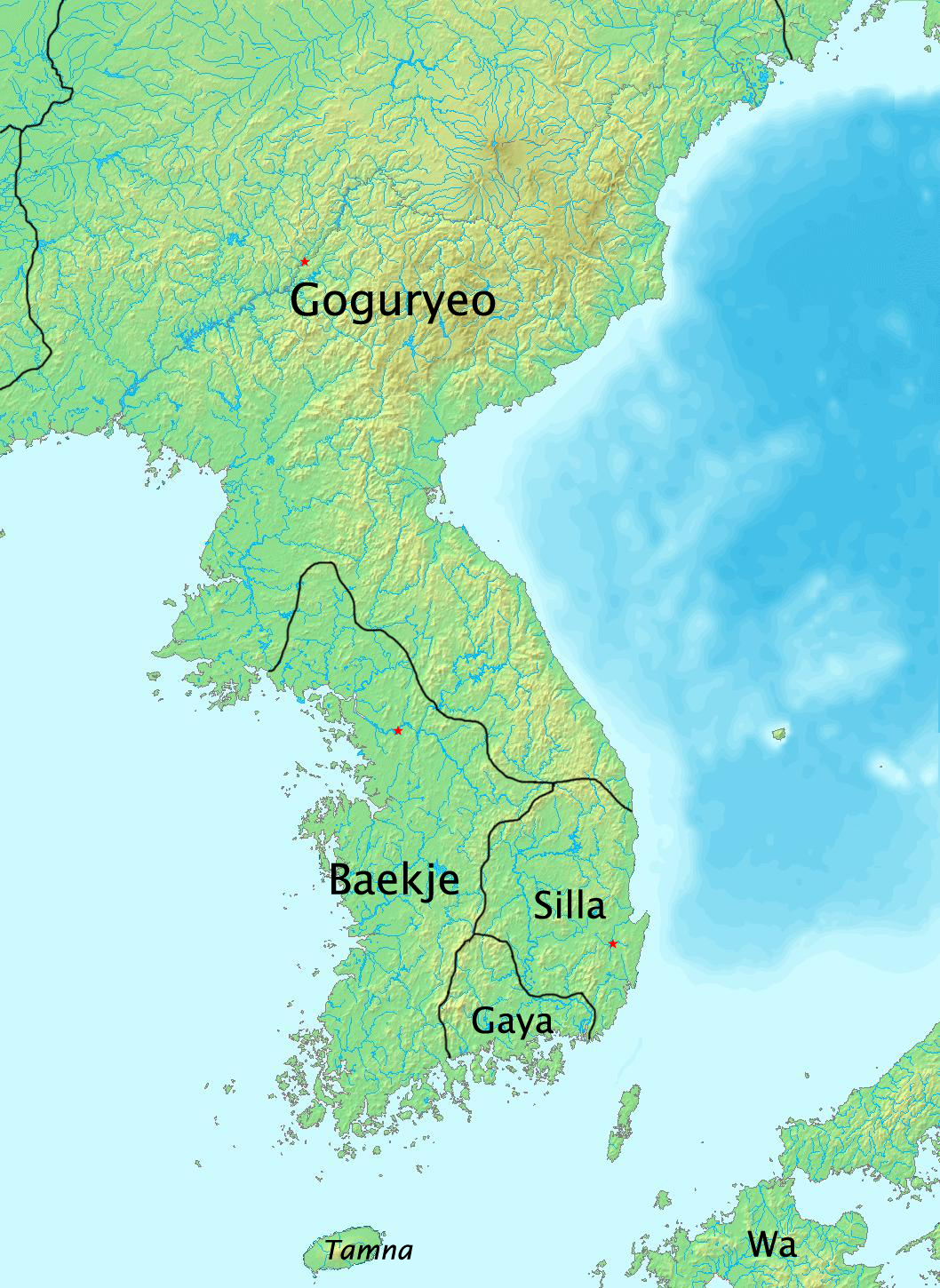
La confédération de Gaya et les Trois Royaumes de Corée en 375

La date très précise de sa « fondation », 42, est une date dont on ne connais pas l'origine mais qui s'est perpétuée par les textes. 
(Selon une légende écrite dans le Samguk Yusa au XIIIe siècle, six enfants sont descendus du ciel en l'an 42 apr. J.-C. avec un message qu'ils seraient rois. Six garçons sont nés et ont mûri en 12 jours. L'un d'eux, nommé Suro, est devenu le roi de Geumgwan Gaya, et les cinq autres ont fondé les cinq autres Gayas : Daegaya, Seongsan Gaya, Ara Gaya, Goryeong Gaya et Sogaya.)
Les politiques de Gaya ont évolué à partir des structures principalement politiques des douze tribus de l'ancienne confédération Byeonhan, l'une des confédérations Samhan. Les chefferies vaguement organisées se sont résolues en six groupes Gaya, centrés sur Geumgwan Gaya. Sur la base de sources archéologiques et de documents écrits limités, les chercheurs ont identifié la fin du IIIe siècle comme une période de transition de Byeonhan à Gaya, notant l'augmentation de l'activité militaire et l'évolution des coutumes funéraires. Cette transition a également été associée au remplacement de l'élite précédente dans certaines principautés (dont Daegaya) par des éléments du royaume Buyeo, qui ont apporté une idéologie et un style de gouvernement plus militaristes.
Après la guerre des huit royaumes portuaires (浦 上 八 國 亂) (209 ~ 212) entre Silla et Gaya, Gaya a été influencée par l'hégémonie péninsulaire du sud-est de Silla, mais a utilisé diplomatiquement l'influence du Japon et de Baekje pour maintenir son indépendance. La Confédération Gaya s'est désintégrée sous la pression de Goguryeo entre 391 et 412, bien que les derniers politiques de Gaya soient restés indépendants jusqu'à ce qu'elle soit conquise par Silla en 562, en guise de punition pour avoir aidé Baekje dans une guerre contre Silla.
En 529, Silla détruit Takgitan Gaya (啄己呑國) sous prétexte de son alliance avec Daegaya et prend la moitié du territoire de Taksun Gaya (卓淳國). Cela a conduit Daegaya à se méfier des Gaya et à commencer à s'unir autour de l'Ara Gaya, qui maintenait un pouvoir fort. Afin d'échapper aux interférences entre Baekje et Silla à Gaya, l'Ara Gaya a invité Silla, Baekje et le Japon à organiser la conférence Anra (安羅會議). Bien qu'ils aient voulu faire pression sur Silla lors de la réunion pour reconstruire le Takgitan Gaya (啄己呑國) et élever le statut international d'Anra, Baekje a préféré une diplomatie forte et Silla n'y était pas intéressée. Bien que le Japon soit pro-Anra Gaya, il n'a pas été en mesure d'aider en raison de problèmes internes.
En 541 et 544, Baekje a dirigé les conférences Sabi (泗沘會議), auxquelles ont participé sept pays, dont Ara et Imna. Cependant, Ara n'avait toujours pas entièrement confiance en Baekje. À la suite de la conférence, Gaya a attaqué Goguryeo aux côtés de l'alliance Silla-Baekje et a acquis Séoul. Dans cette attaque, Baekje a été trahi par Silla et Gaya a également été absorbé par Silla.

## Économie
La confédération se situe dans les plaines alluviales et l'embouchure fertile du Nakdong, avec un accès direct à la mer, et de riches gisements de fer. L'économie du Gaya est fondée sur l'agriculture, la pêche et le commerce à longue distance. La confédération est particulièrement connue pour son travail du fer, comme la précédente confédération de Byeonhan. Ainsi la confédération a exporté des importantes quantités de minerai de fer, d'armures de fer, et d'armes pour le royaume de Baekje et au Japon pendant les périodes Kofun et Asuka. La confédération a certainement eu, par ces échanges, des relations politiques étroites avec ces deux royaumes.
Le savoir-faire relatif à la céramique de Gaya et de Silla a été importé au nord de Kyushu puis dans tout l'ouest de l'archipel, ou plus probablement apporté par les migrants issus de la péninsule qui s'y installent, et ce dès la période du Kofun moyen (400-500) et au Kofun final (500-600).

## Politique
Plusieurs documents historiques anciens répertorient un certain nombre de régimes politiques de Gaya. Par exemple, Goryeo Saryak (고려사략; 高麗史略) en énumère cinq : Geumgwan Gaya, Goryeong Gaya, Bihwa Gaya, Ara Gaya et Seongsan Gaya.
Traditionnellement, la Confédération de Gaya entretenait de bonnes relations avec le Japon et Baekje, comme lorsque les trois États se sont alliés contre Goguryeo et Silla dans la guerre Goguryeo-Wa. Les archives indiquent que Gaya aux côtés de Baekje enverrait régulièrement une aide économique, culturelle et technologique au Japon en échange d'une aide militaire et politique, car la cour de Yamato souhaitait le progrès technologique et le progrès culturel tandis que Baekje et les États de Gaya souhaitaient l'aide militaire du Japon dans leurs guerres contre Silla et Goguryeo.
Les différents régimes politiques de Gaya ont formé une confédération aux IIe et IIIe siècles qui était centrée sur le cœur de Geumgwan Gaya dans le Gimhae moderne. Après une période de déclin, la confédération a été relancée au tournant des 5e et 6e siècles, cette fois centrée sur Daegaya du Goryeong moderne. Cependant, il n'a pas pu se défendre contre les incursions et les attaques du royaume voisin de Silla. Finalement, toute la Confédération de Gaya a été absorbée par Silla.
Après la chute de la Confédération de Gaya, de nombreux membres de la noblesse et de l'élite des États confédérés ont été intégrés dans les rangs du système de rang Kolp'um de Silla, y compris les maisons royales de la Confédération Gaya vaincue. Un tel exemple était le général Sillan Gim Yu-sin qui a joué un rôle crucial dans l'unification des Trois Royaumes de Corée. Gim était l'arrière-petit-fils du roi Guhae de Geumgwan Gaya, le dernier souverain de l'État de Geumgwan Gaya. En conséquence, Gim a reçu le deuxième rang le plus élevé que l'on pouvait atteindre, en partie parce que la famille royale de Geungwan Gaya, le clan Gimhae Kim, s'était marié avec le clan Gyeongju Kim, qui était une éminente maison noble de Silla.

### États membres
La confédération est constituée d'un certain nombre de mini-États, tels que Geumgwan Gaya, Goryeong Gaya (en), Bihwa Gaya (en), Ara Gaya (en) ou Seongsan Gaya. Vers le IIe – IIIe siècle, ces entités politiques se sont regroupées autour de la Geumgwan Gaya (l'actuelle Gimhae). La Confédération de Gaya se distingue alors de la confédération de Byonhan par l'augmentation de l'activité militaire et l'évolution des coutumes funéraires. La confédération de Byonhan est ensuite absorbée dans le royaume de Baekje et la confédération constituée autour de Saro devient le royaume de Silla. 
- État de Geumgwan Gaya/Garak

- État de Daegaya/Banpa

- État de Sogaya/Goja

- État d'Ara Gaya/Alla

- État de Seongsan Gaya/Byeokjin

- Goryeong Gaya

- État de Bihwa Gaya / Biji, parfois classé comme membre de la confédération Jinhan.

## Controverse Mimana / Imna
Les relations politiques et commerciales avec le Japon ont été une source de controverse nationaliste en Corée et au Japon. Les publicistes japonais du XXe siècle se sont tournés vers le Nihon Shoki , qui prétend que Gaya (nommé «Mimana» également «Kara» en japonais) était un avant-poste militaire du Japon pendant la période Yamato (300–710). Bien qu'il n'y ait aucune preuve à l'appui de cela, l'affirmation a néanmoins été défendue à plusieurs reprises par les impérialistes, les nationalistes et la presse japonais pour justifier la domination coloniale japonaise de la Corée entre les XIXe et XXe siècles.
Des preuves archéologiques suggèrent que Gaya était le principal exportateur de technologie et de culture vers Kyushu à cette époque. La théorie d'un avant-poste japonais est largement rejetée en Corée et au Japon car il n'y avait pas de groupes locaux japonais à l'époque qui avaient une puissance militaire suffisamment forte pour conquérir Gaya ou toute autre partie de la Corée. La technologie de Gaya était plus avancée que celle des dynasties japonaises de l'époque.
En 2010, un groupe d'étude conjoint d'historiens parrainé par les gouvernements du Japon et de la Corée du Sud a convenu que Gaya n'avait jamais été militairement colonisée par l'ancien Japon.

## Céramique

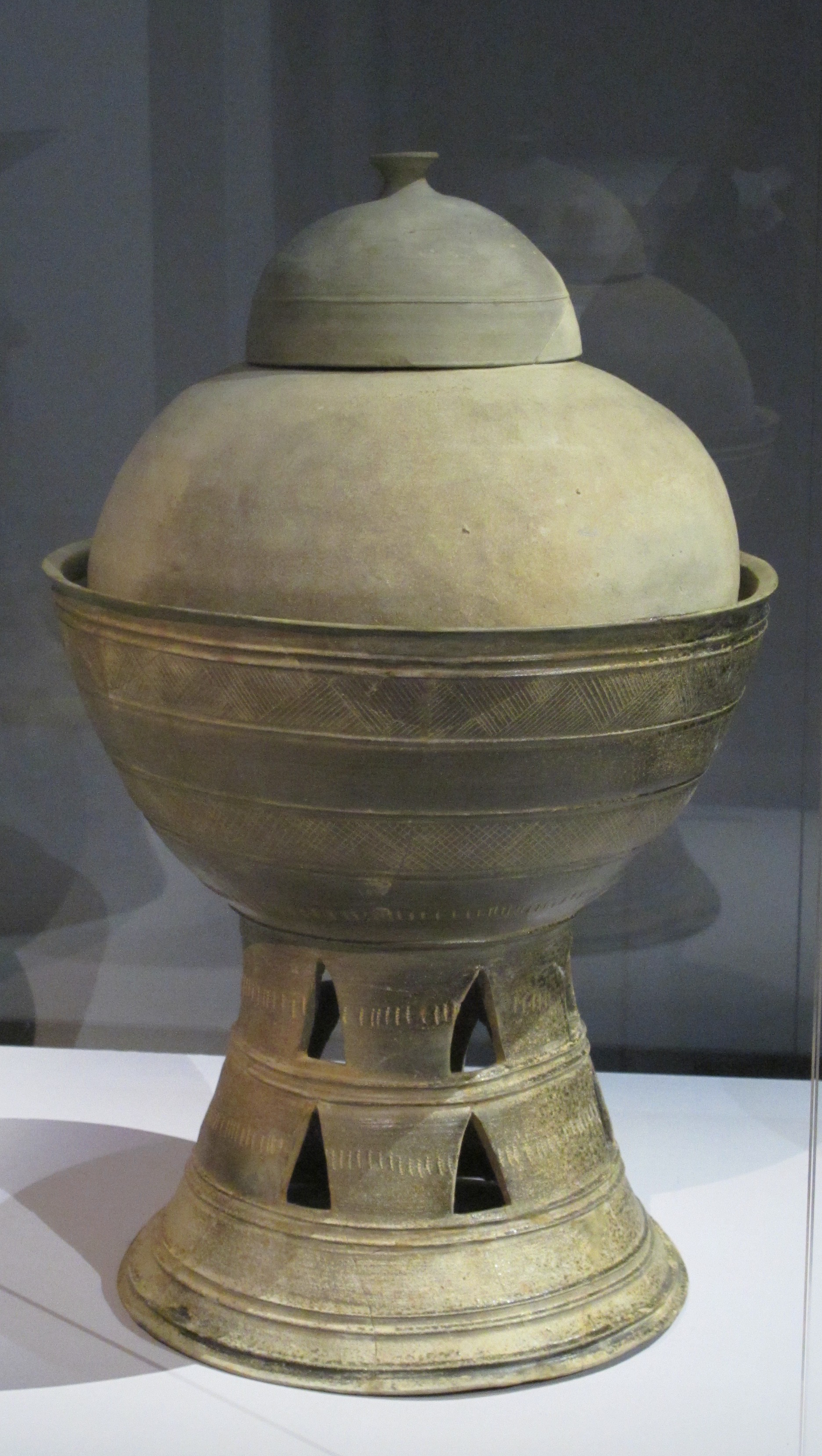
Jarre, piédestal. Grès, H. 36.6 (jarre), H. 44.7 cm (piédestal). Musée national de Gimhae
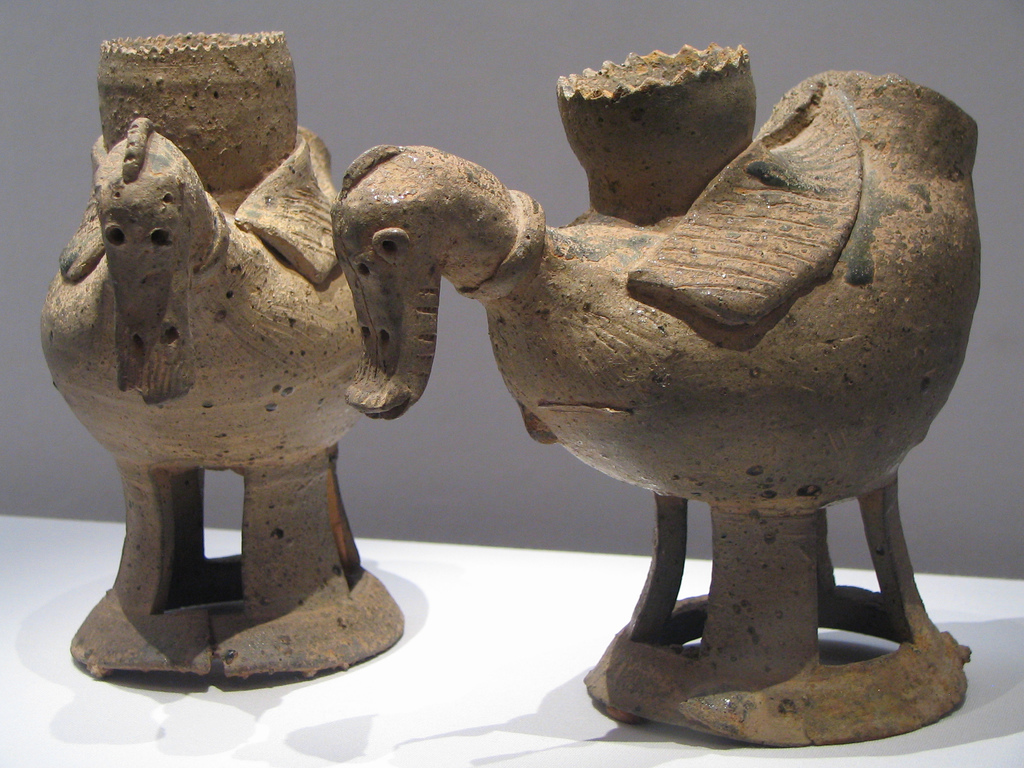
Vases en forme de canard, leurs pattes faisant office de pied ajouré. Grès, Ve ou VIe siècle. Musée national de Corée
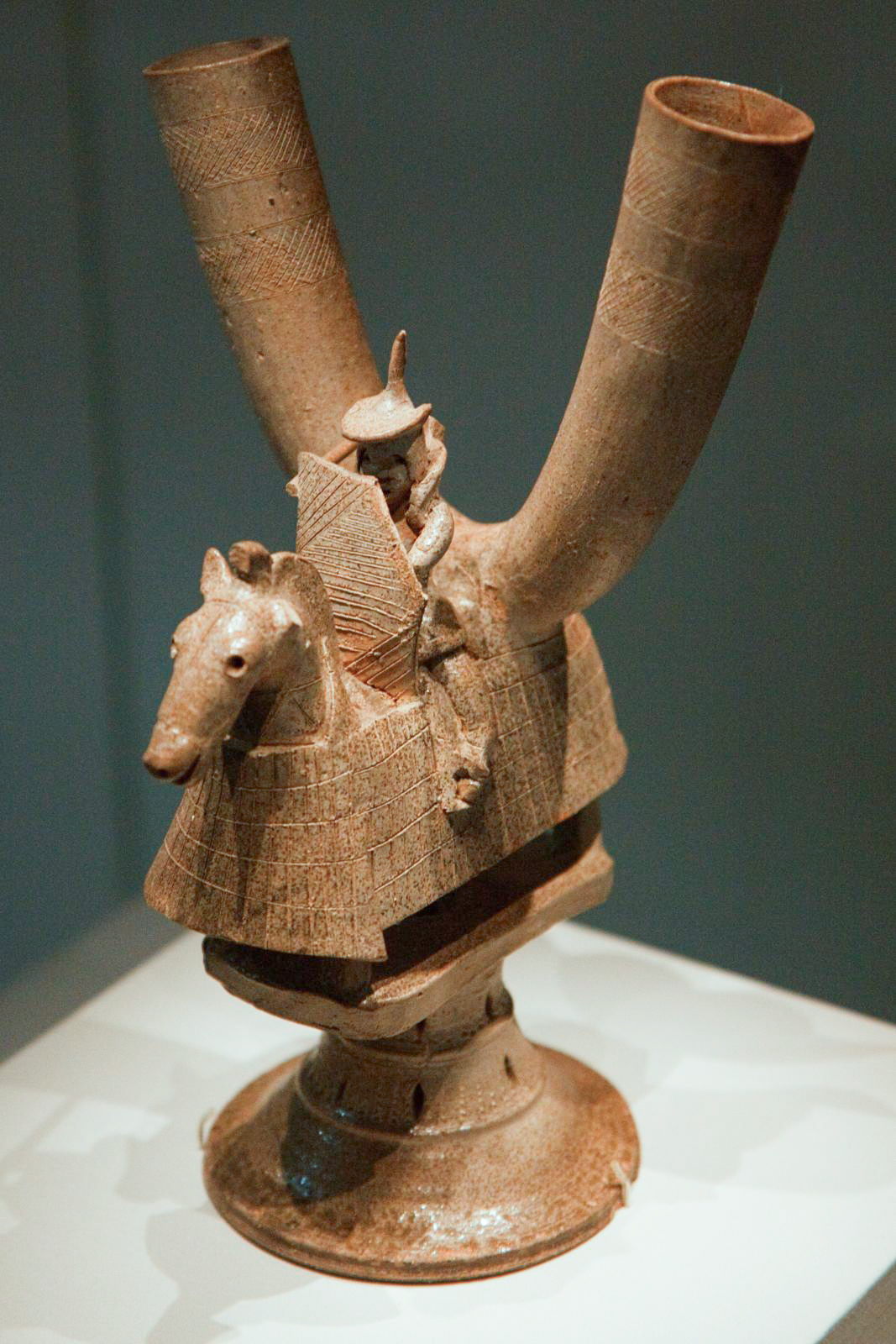
Vase sur pied ajouré à figure de cavalier armé d'un javelot et d'un bouclier. Double rython. Grès à glaçure de cendre, H. 23,2 cm
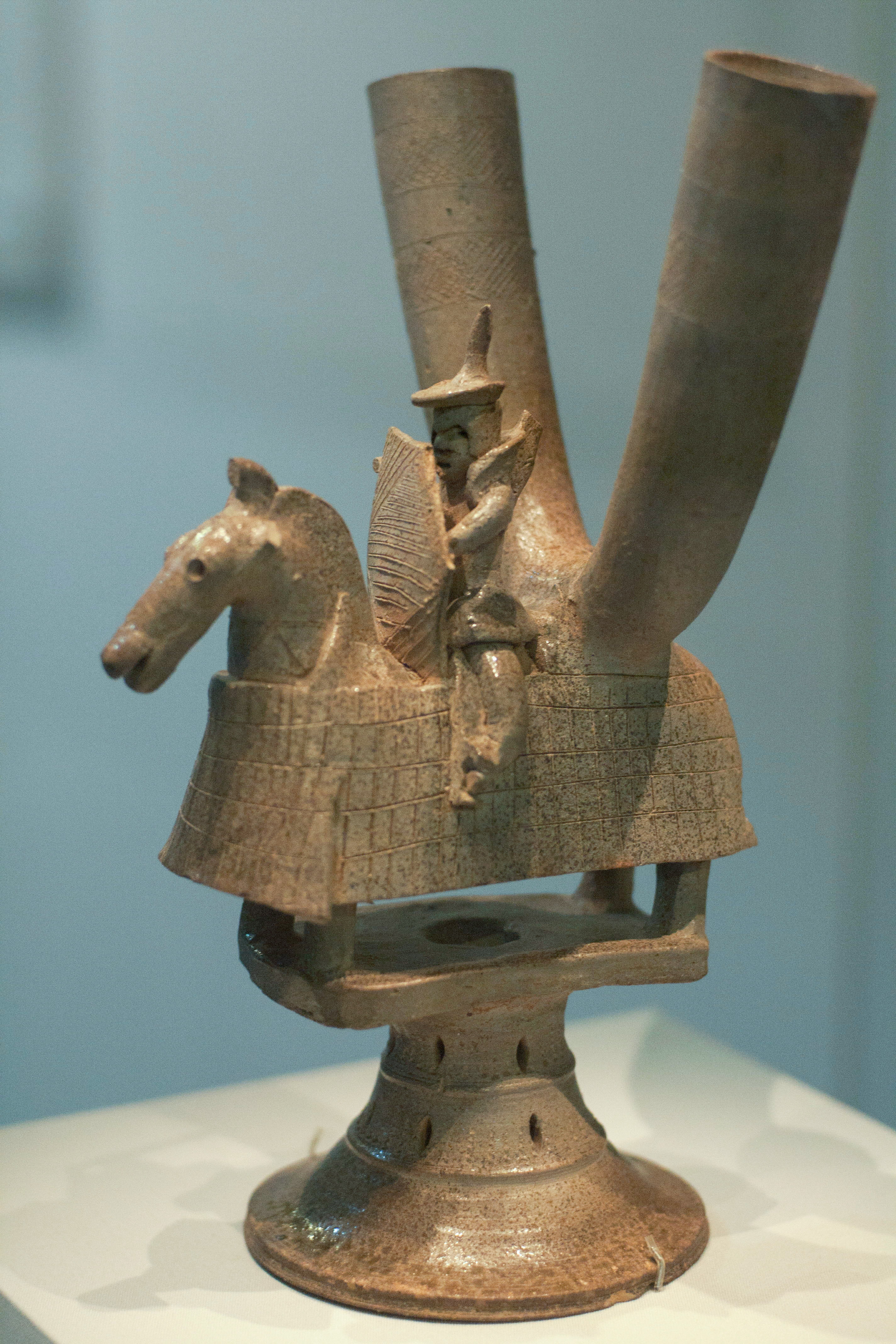
Double coupe à vin (rythons) et à figure de cavalier, sur pied ajouré. (idem) Musée national de Gyeongju
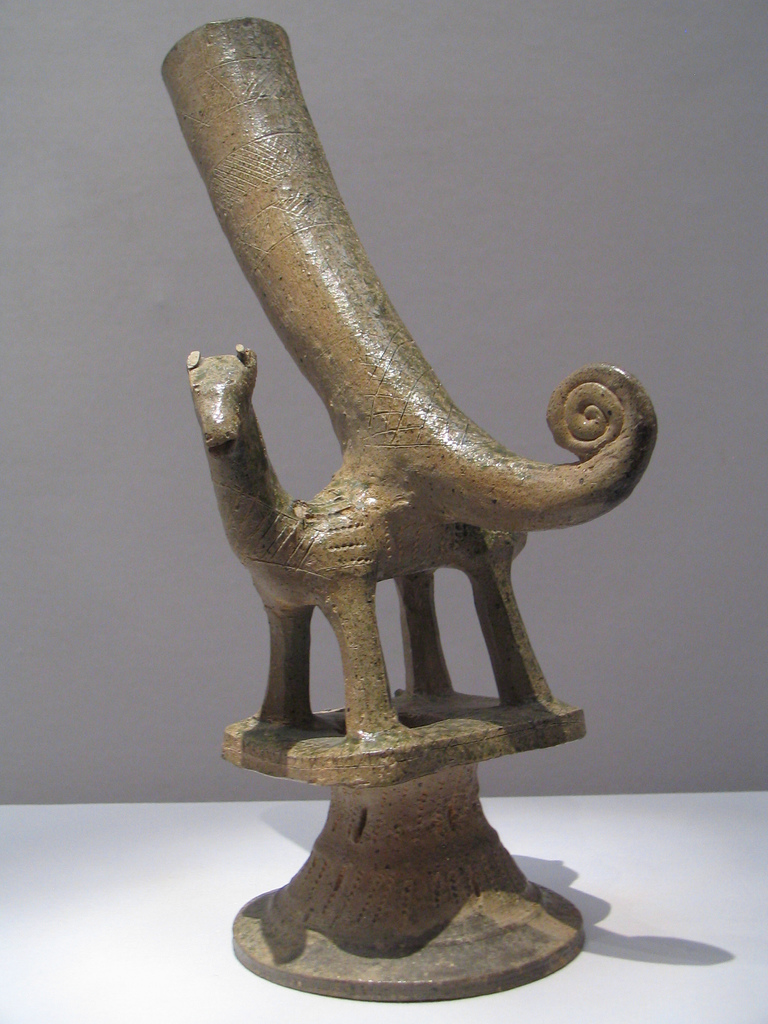
Coupe modelée et ciselée, en forme de trompe sur un animal se tenant sur un pied ajouré. Grès. Gaya, Ve ou VIe siècle. Musée national de Corée
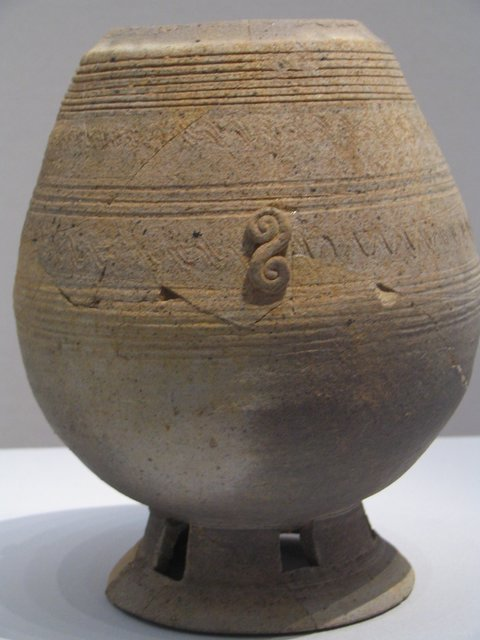
Jarre sur pied ajouré. Grès incisé à décor en relief appliqué. Gaya, Ve ou VIe siècle. Musée national de Corée

## Tombes de l'élite

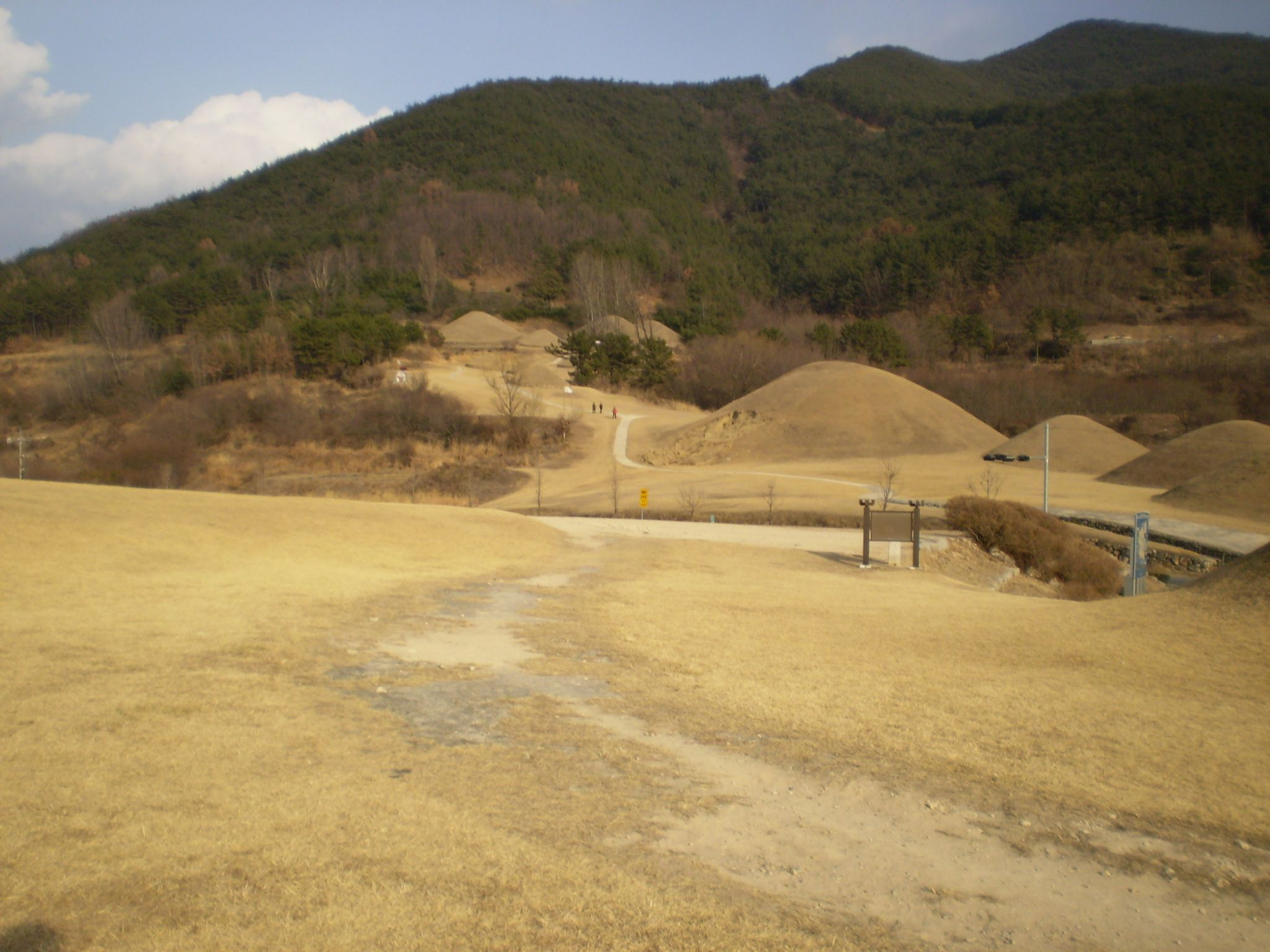
Deux groupes de tombes en tumulus de Bihwa Gaya à Changnyeong, Gyeongsang du Sud
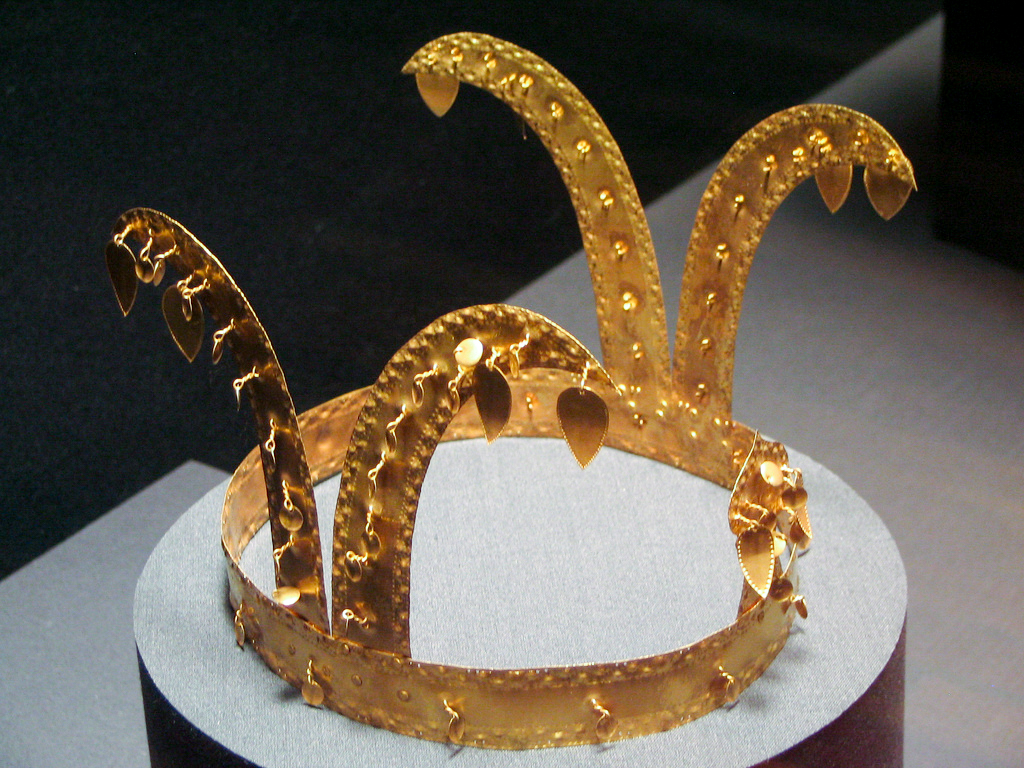
Une couronne de Gaya. Musée national de Corée
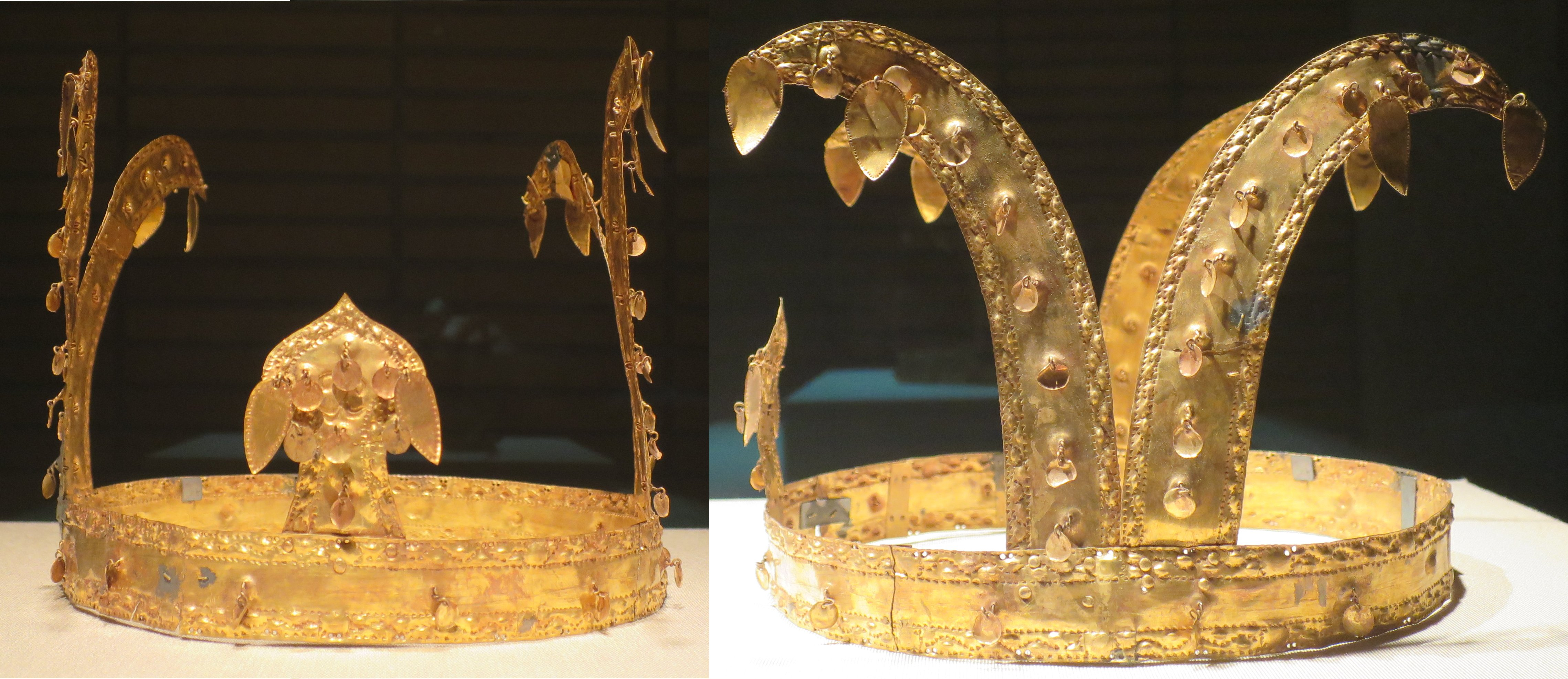
Deux couronnes de Gaya. Musée national de Tokyo
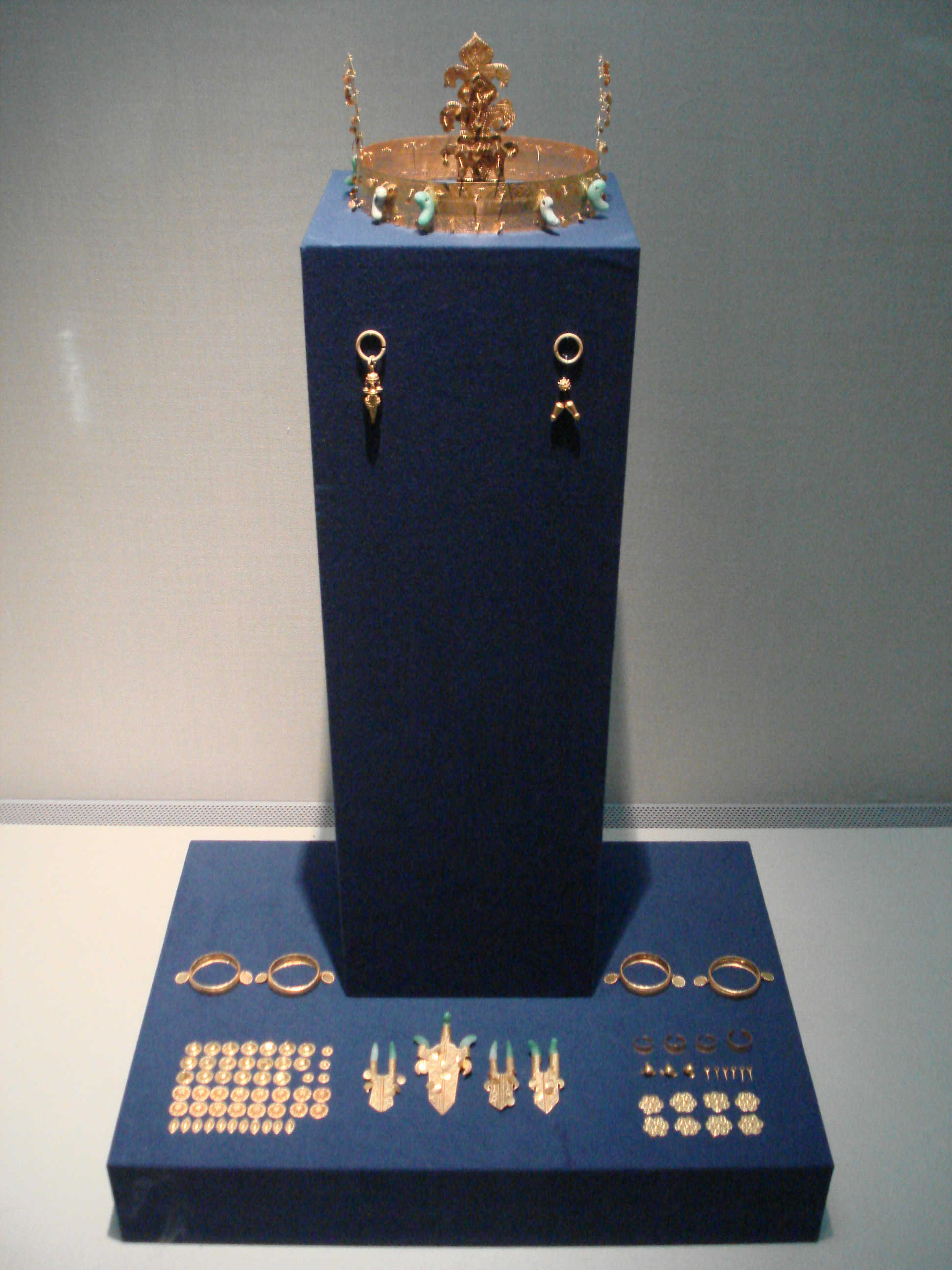
Réplique d'une couronne de Gaya, avec ses magatama (pendentifs provenant de l'archipel, période Kofun). Musée national de Gimhae

### Liens externes

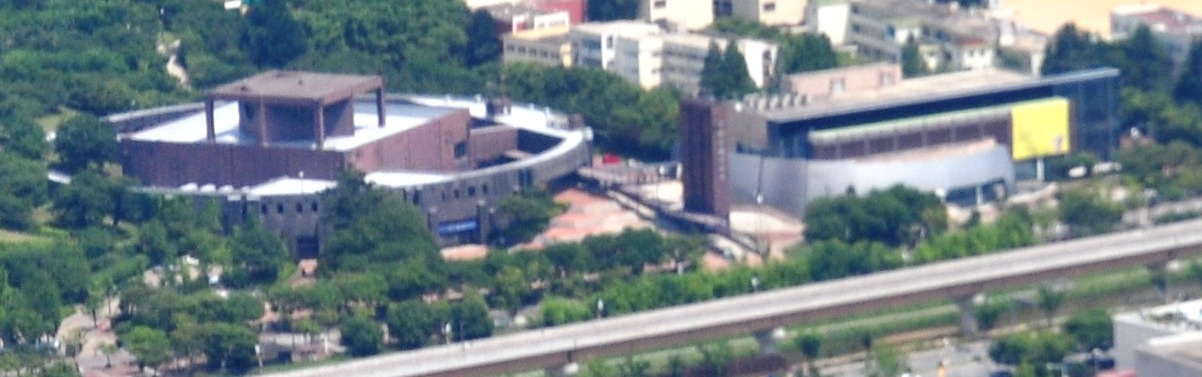
Musée national de Gimhae, en grande partie dédié au patrimoine légué par Gaya